# Колфакс (Калифорнија)
Колфакс (енгл. Colfax) град је у америчкој савезној држави Калифорнија. По попису становништва из 2010. у њему је живело 1.963 становника.

## Демографија
Према попису становништва из 2010. у граду је живело 1.963 становника, што је 467 (31,2%) становника више него 2000. године.
| Група             | 2000.         | 2010.         |
| Белци             | 1.323 (88,4%) | 1.663 (84,7%) |
| Афроамериканци    | 9 (0,6%)      | 4 (0,2%)      |
| Азијати           | 2 (0,1%)      | 29 (1,5%)     |
| Хиспаноамериканци | 124 (8,3%)    | 178 (9,1%)    |
| Укупно            | 1.496         | 1.963         |